# Autorretrato
Autorretrato (pré-AO 1990: auto-retrato), muitas vezes é definido em História da Arte, como um retrato (imagem, representação), que o artista faz de si mesmo, independente do suporte escolhido. Reconhece-se, em geral, a partir da renascença italiana, que este tipo de autorrepresentação passou a ser cada vez mais frequente, chegando à obsessão de um Rembrandt - quase uma centena - ou de uma Vigée-Lebrun.

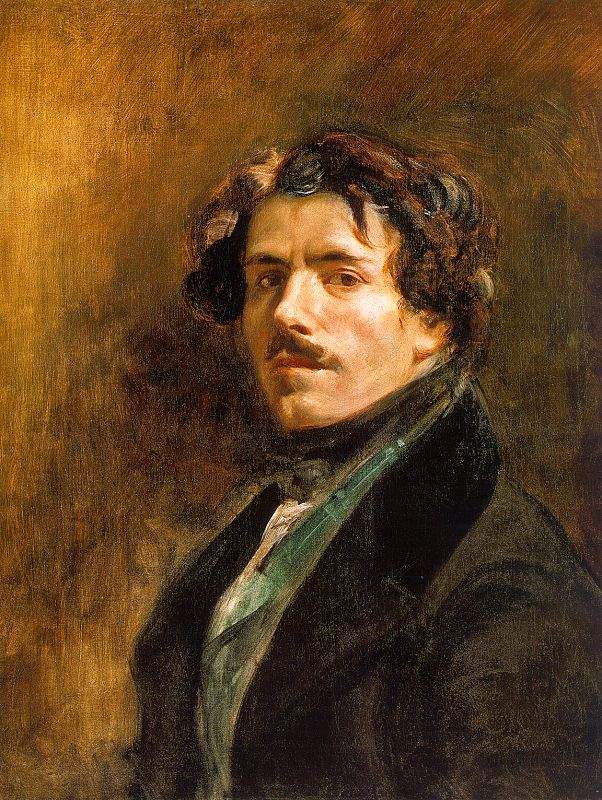
Autorretrato de Delacroix (1798-1863).

Autorretrato, contudo, não se restringe ao campo das arte visuais. A autorretratística é um fenômeno, um campo de estudos que abrange diversas disciplinas.
Seja ou não este produto, reconhecido no campo artístico como inserido nesta categoria. O autorretrato é uma forma de estudo anatômico, embora alguns deles apresentem alegorias, caricaturas e também expressem condições emocionais específicas a exemplo de Frida Kahlo (1907 - 1954) com seus auto-retratos com macacos  ou Goya, 1820 que incluiu em seu autorretrato o seu amigo Arrieta lhe auxiliando durante a enfermidade que padeceu no ano anterior ao da pintura, quando possuía 73 anos de idade. Para Novaes o autorretrato é um instantâneo do momento em que o sujeito se encontra, mas não por muito tempo. Em última análise, pode-se traduzi-lo como uma metáfora da contemporaneidade e suas identidades nômades. 

## Estilos de época e características pessoais

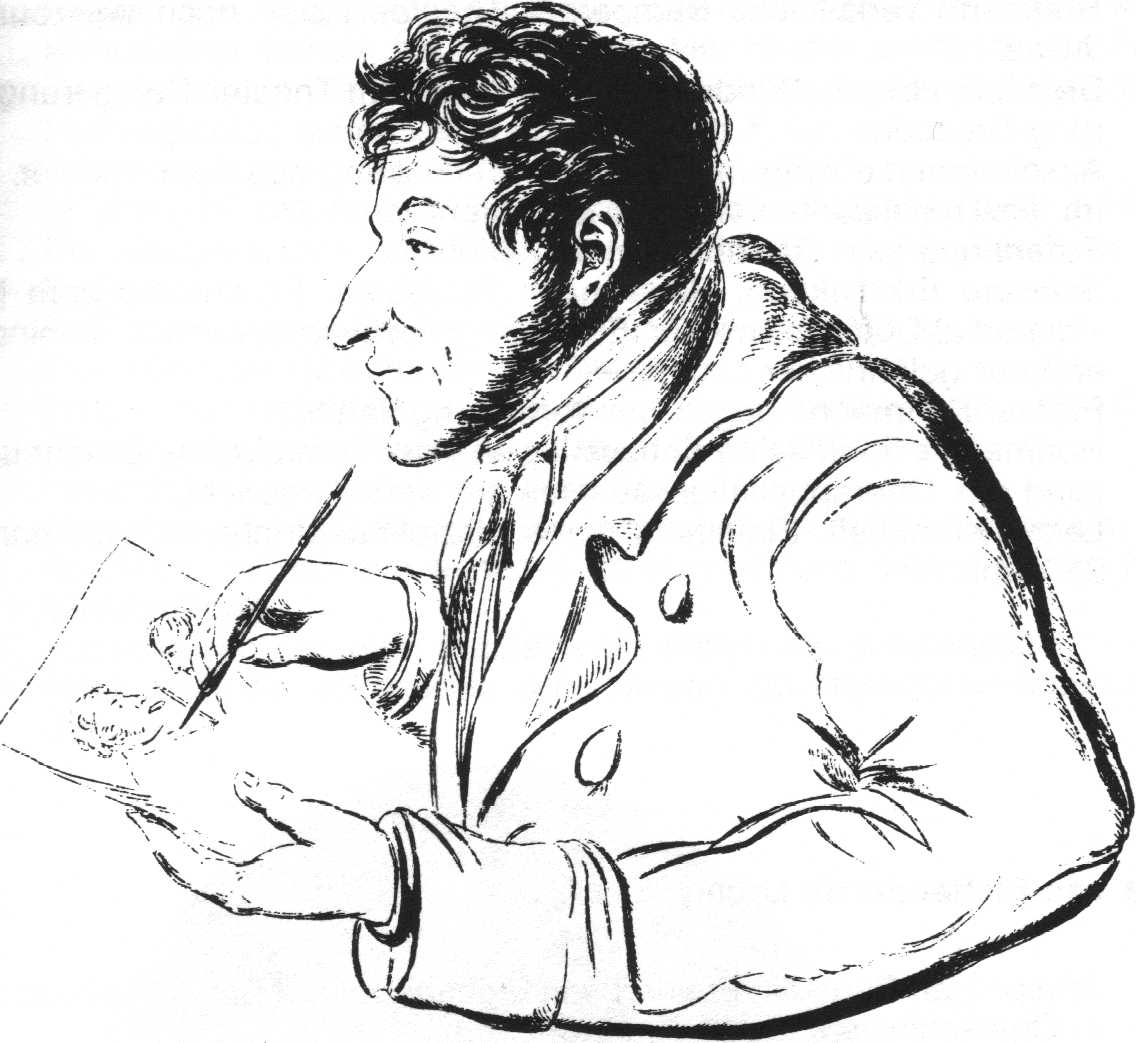
E. T. A. Hoffmann, (1776 - 1822). A caricatura é outra forma de representação do "self" apesar de que, em sua maioria, caracterizar o "outro", destacando particularidades anatômicas ou relacionado a pessoa à sua atividade ou acontecimentos específicos como se fosse uma charge ou crítica pessoal

É comum encontrar em textos referentes à autorretratística, a afirmação de que a produção de autorretratos é presente na antiguidade clássica. Cita-se constantemente o escultor Fídias, do século V a.C., o qual teria deixado no Partenon, em Atenas, sua imagem esculpida; antes, no Antigo Império Egípcio, um certo Ni-ankh-Phtah, teria deixado sua fisionomia gravada em monumento, ou ainda, considera-se eventualmente, que em culturas pré-literárias já havia quem os produzisse. O mesmo é dito a propósito do período medieval, época na qual procuram-se autorretratos (e alguns afirmam encontrar) em manuscritos destinados aos mais variados propósitos: em iluminuras religiosas, principalmente.
Atribui-se ao desenvolvimento ao refinamento da técnica de fabricação de espelhos, na indústria do vidro em Veneza, fixar a partir do século XV, o gênero autorretrato, o que como assinala Teixeira não escapa da ideia de imagem refletida (espelho) já presente no mito de Narciso.
Os estudos exclusivamente versando sobre autorretratos e a atenção a eles dispensados, entretanto, só têm início no século XX: década de 1920, especificamente. Trabalhos mais rigorosos e aprofundados só aparecerão na década de 1950, mas, neste período, as peculiaridades do fazer artístico e o pensamento sobre ele esfacelam as noções do que seria um autorretrato e o seu enquadramento como gênero artístico advindas dos séculos anteriores. Como entender e classificar um "autorretrato" de Mattia Moreni ou das "caricaturas" de Keith Haring.
Analisando os mais de cinquenta autorretratos de Frida Kahlo Querido observa que são praticamente sua autobiografia. Segundo esta autora cada um deles corresponde a uma época de sua vida e espelha os sentimentos intensos que marcaram sua forma de ver o mundo, sua identidade: há a Frida europeia; a Frida tehuana; a Frida ativista política; a Frida dilacerada pela dor; a Frida pós-aborto e massacrada pela ideia de não poder ser mãe; a Frida pós-separação; a Frida filha; e a Frida esposa.
Na pintura brasileira, Eliseu Visconti certamente foi um dos artistas que mais se autorretrataram. Estima-se que tenha executado cerca de quarenta autorretratos, representativos das diversas fases de sua produtiva carreira artística. Também José Pancetti, Guignard e Ismael Nery produziram vários e interessantes trabalhos em pintura ou desenho se autorretratando.

## Autorretrato na Literatura
Não somente nas artes plásticas a autorretratística está presente. Na literatura a chamada Literatura Confessional, estreitamente associada à expressão da intimidade, emerge como uma prática discursiva em que o sujeito de enunciação toma a si mesmo como objeto de conhecimento. Suas raízes remontam tanto ao exame de consciência cristão, como exemplificado nas Confissões de Santo Agostinho, quanto à tradição filosófica e literária secular, que ganha relevância a partir do Iluminismo, especialmente com Jean-Jacques Rousseau. Este, em sua obra precursora As Confissões (1782), inaugura uma nova forma de autoexame, marcada por uma sinceridade sem precedentes, em que o eu se defronta não mais com o julgamento divino, mas com a hipocrisia social.

## Galeria

Albrecht Dürer, 1498
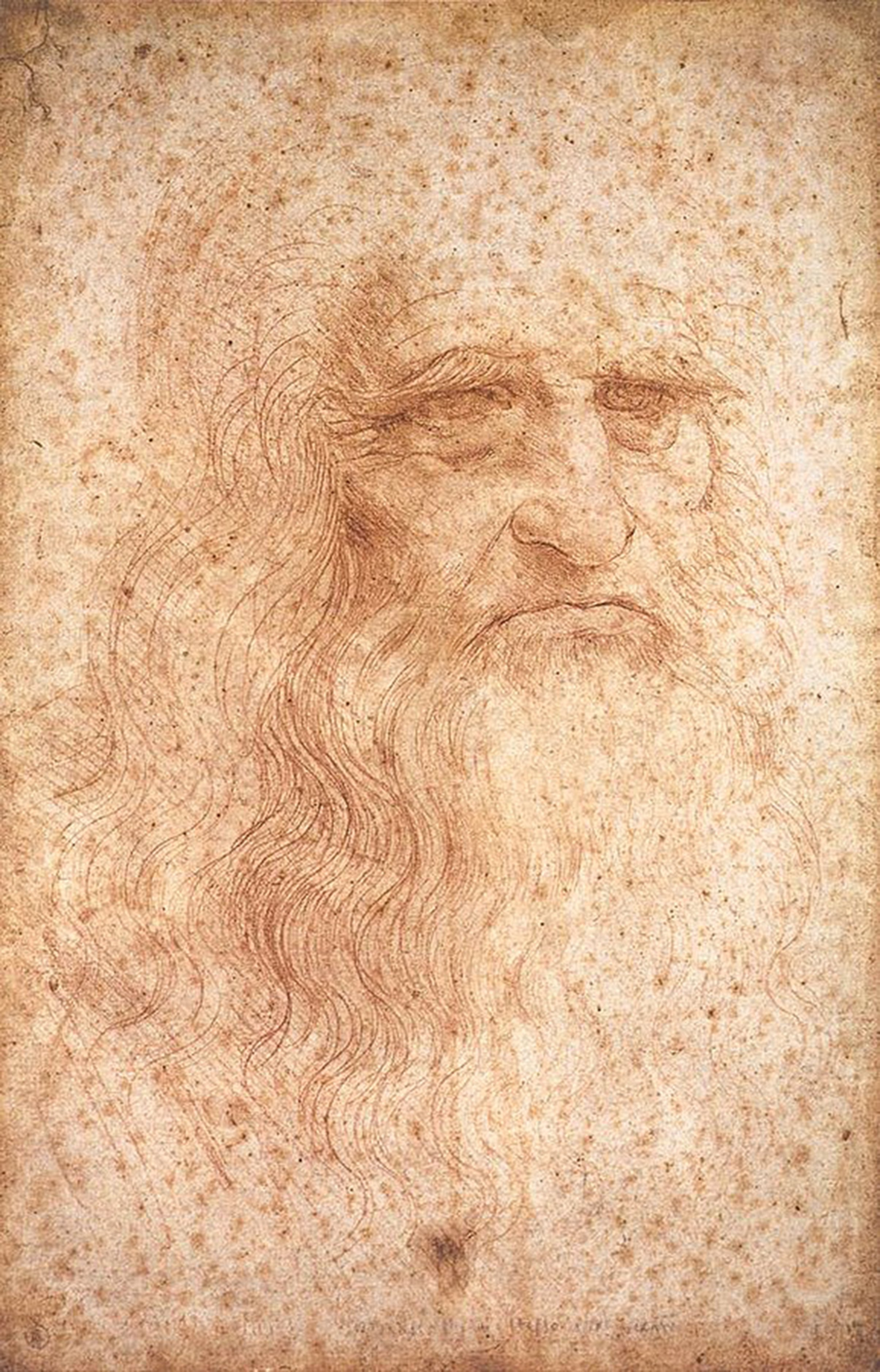
Leonardo da Vinci, 1515
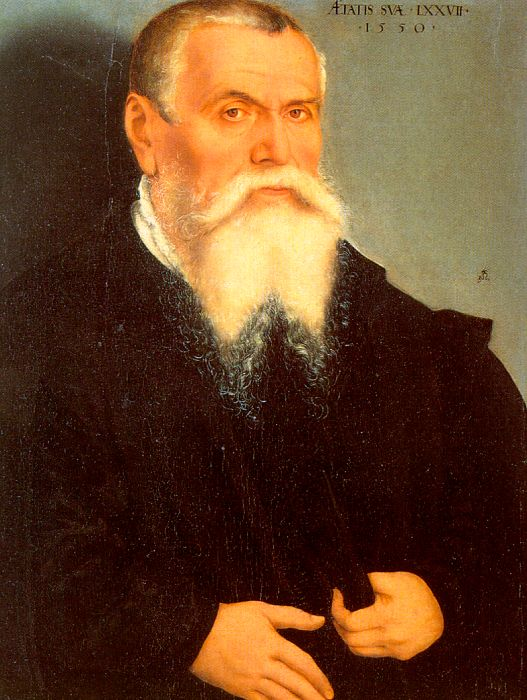
Lucas Cranach, 1550
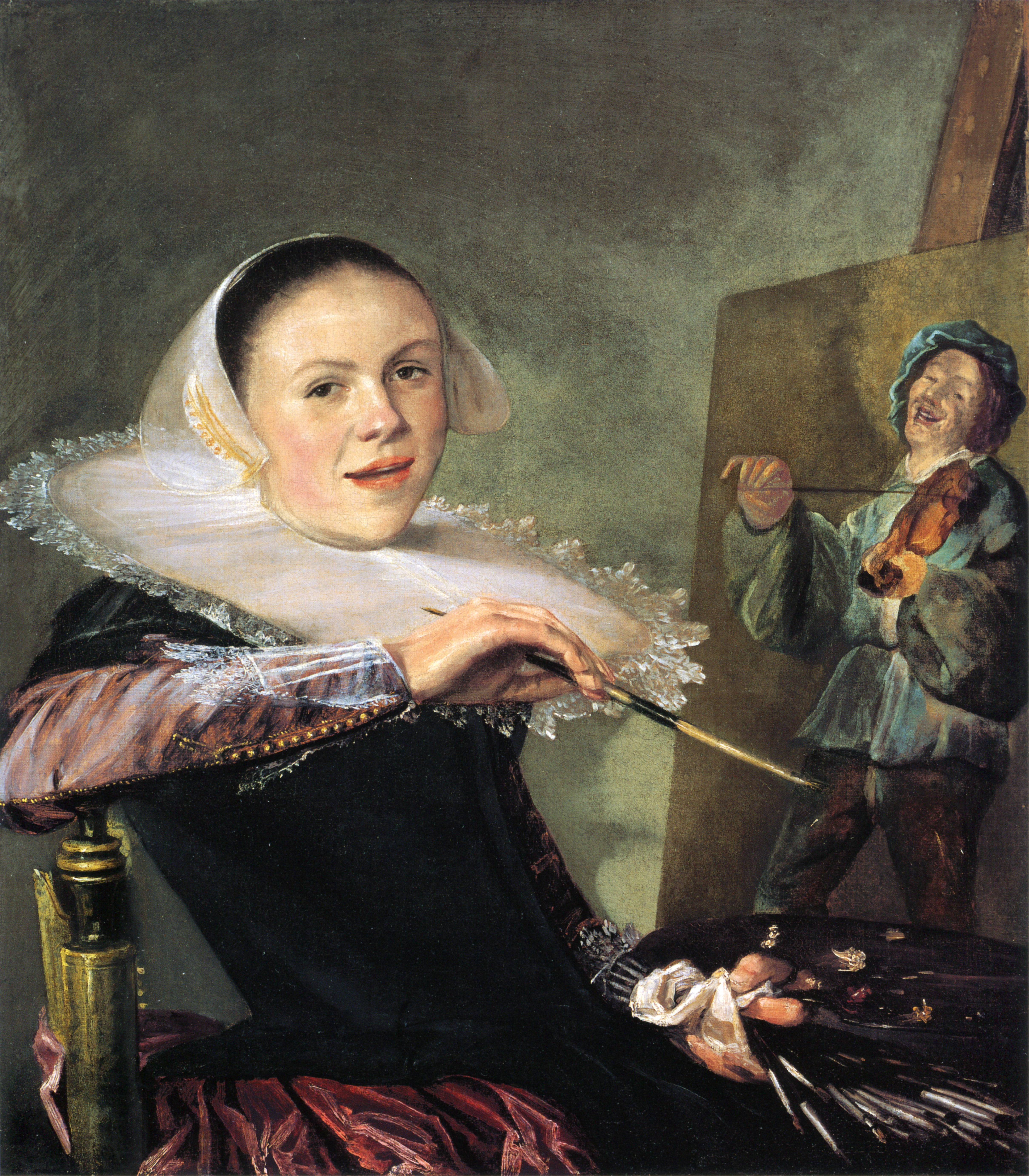
Judith Leyster, 1630
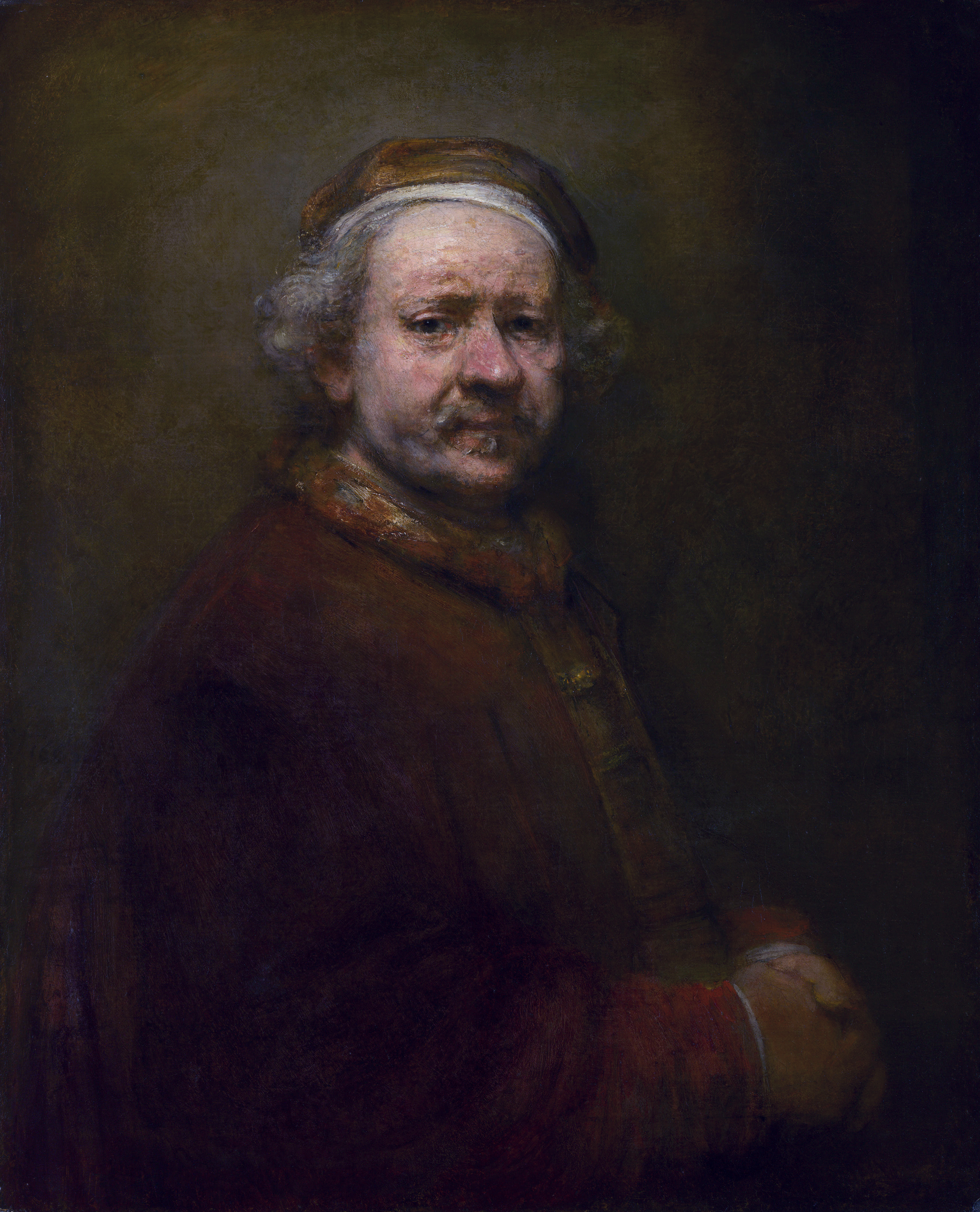
Rembrandt, 1669
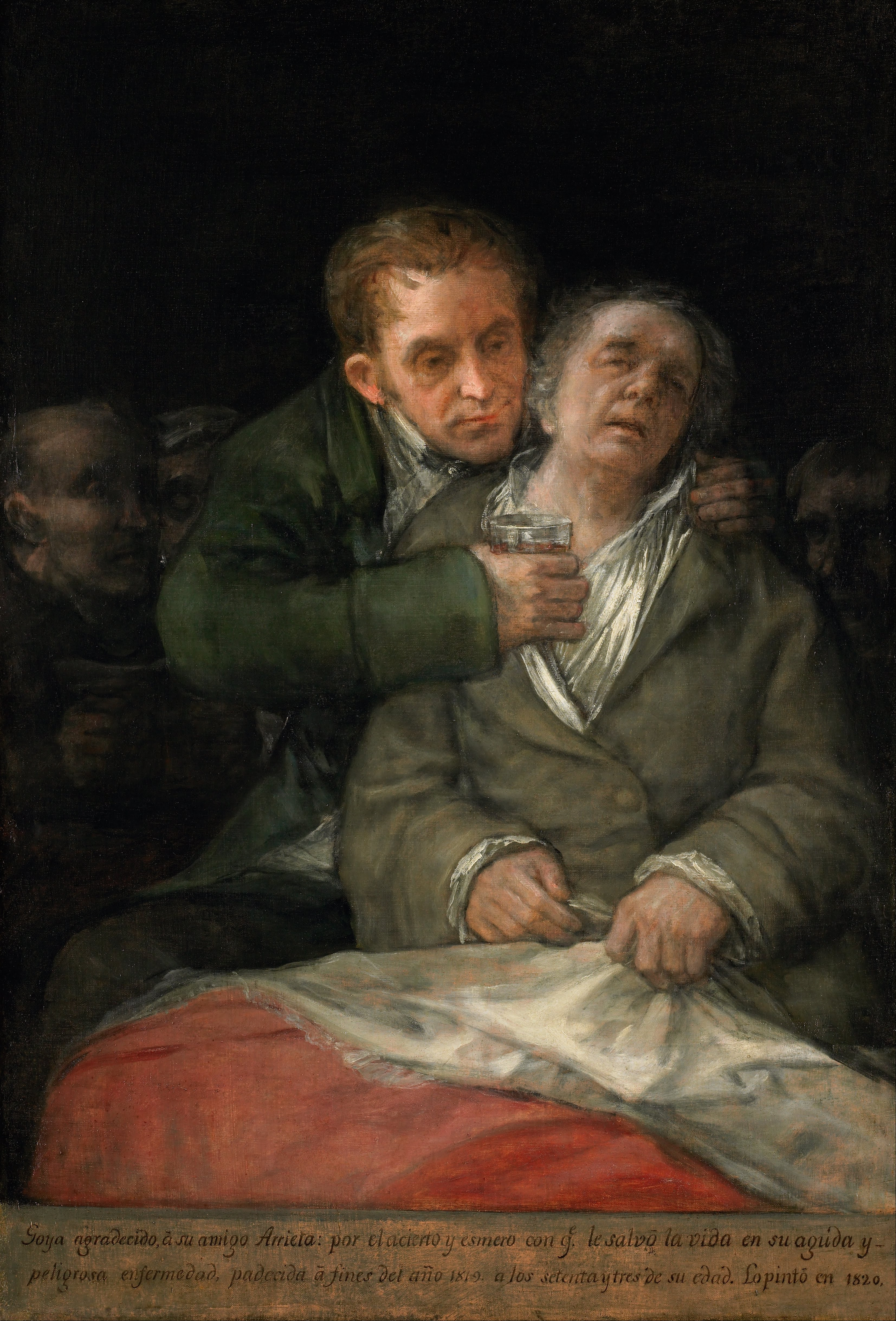
Goya, 1820
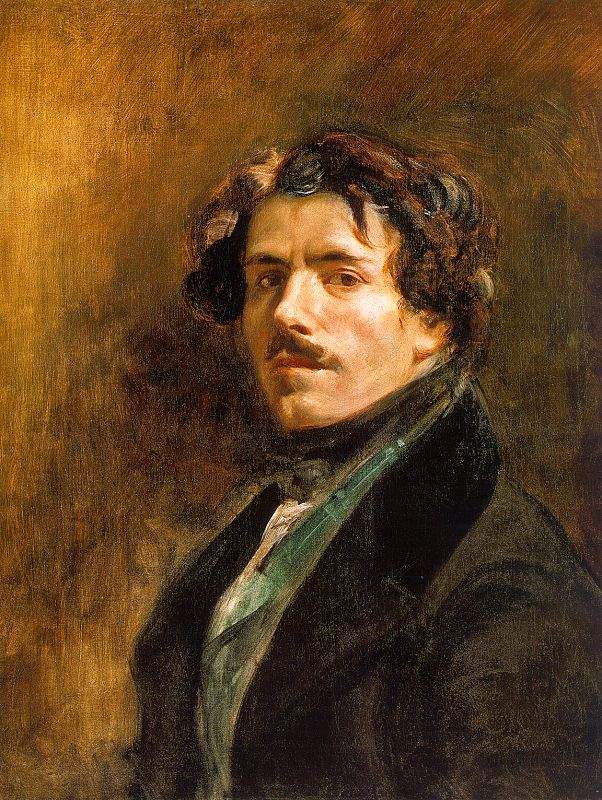
Eugène Delacroix, 1837
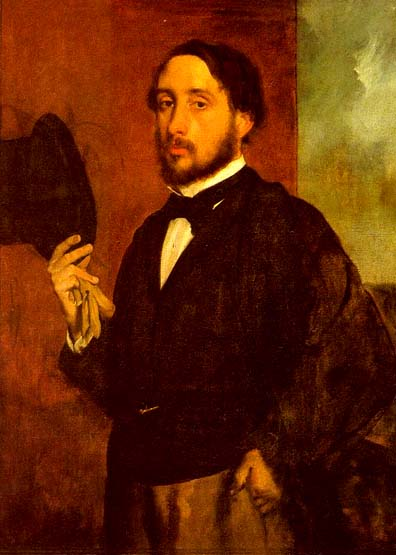
Degas, 1854
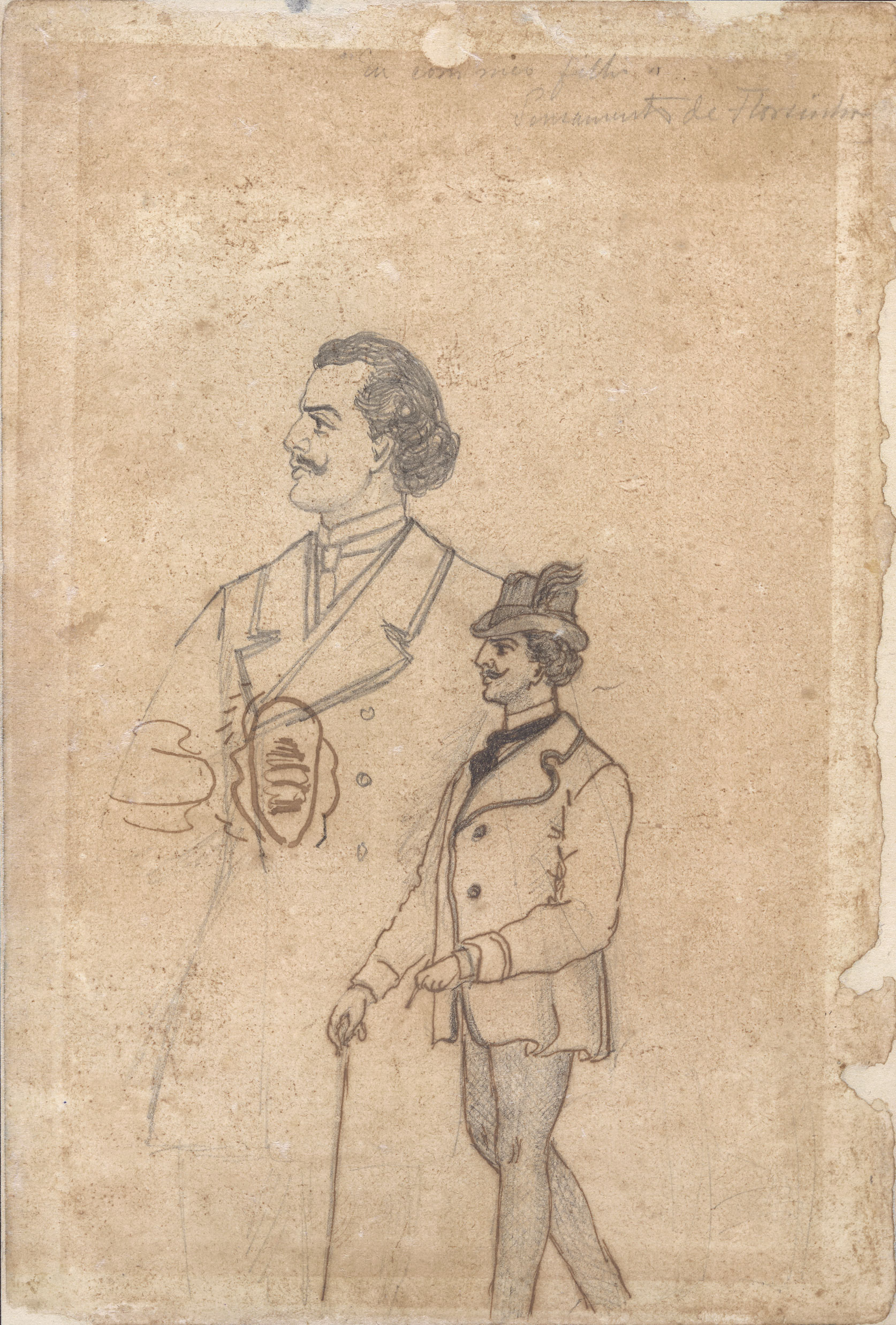
Castro Alves, 18...
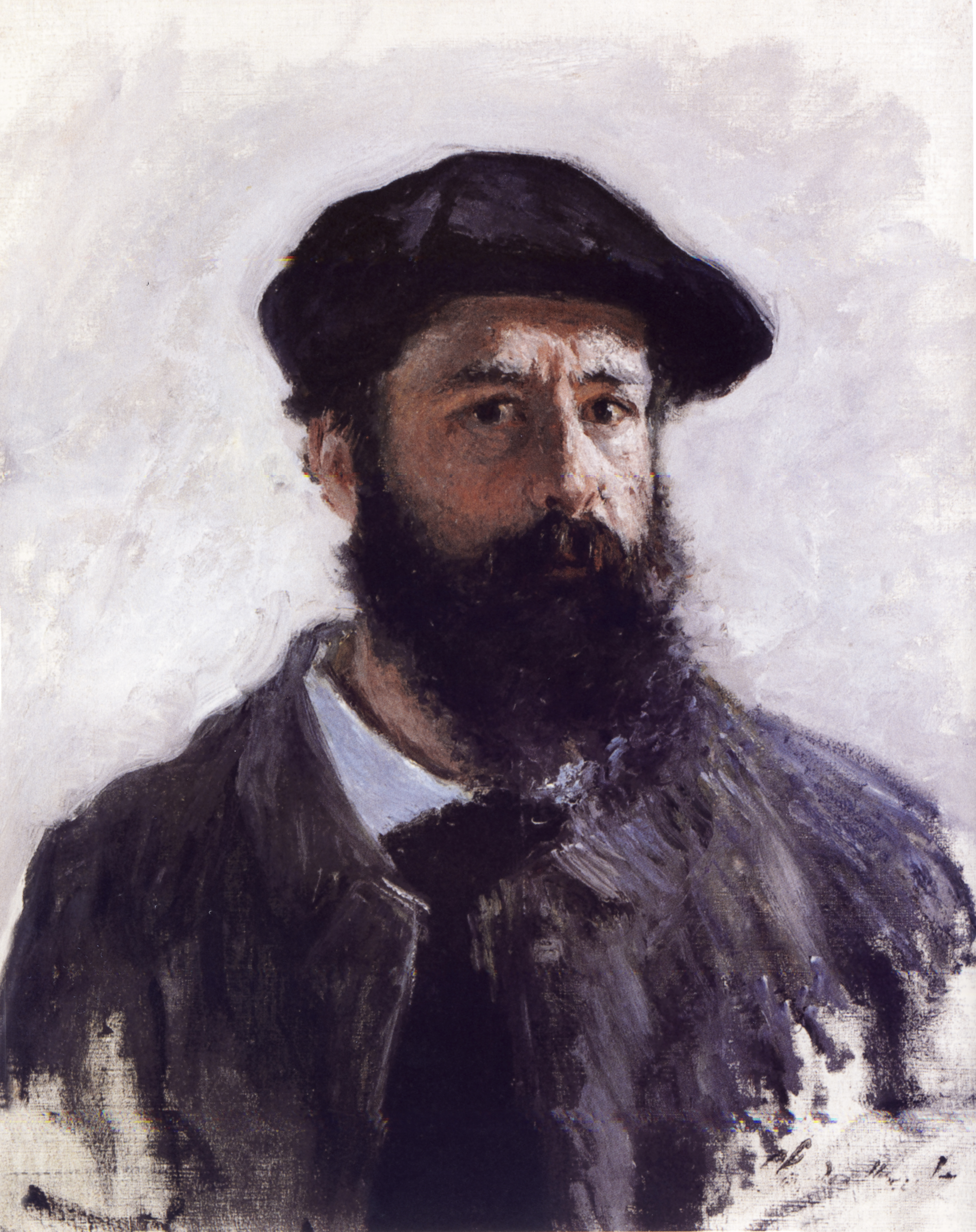
Claude Monet, 1886
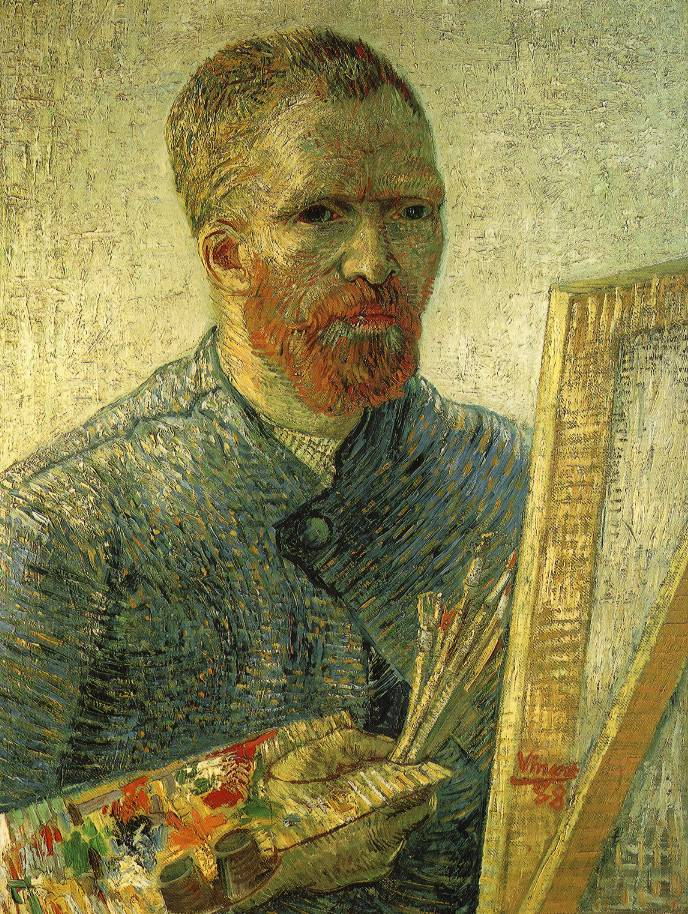
Van Gogh, 1888
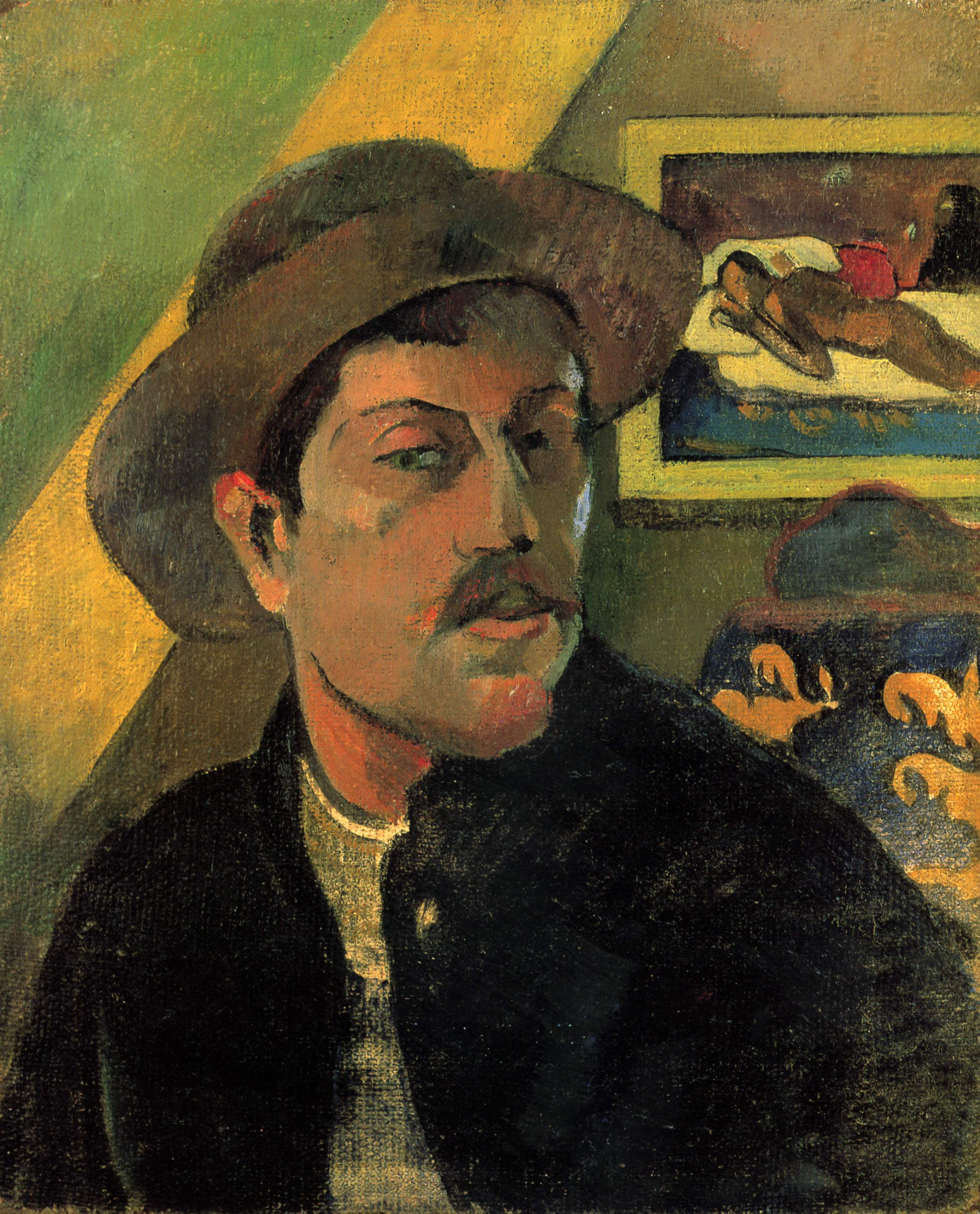
Paul Gauguin, 1893
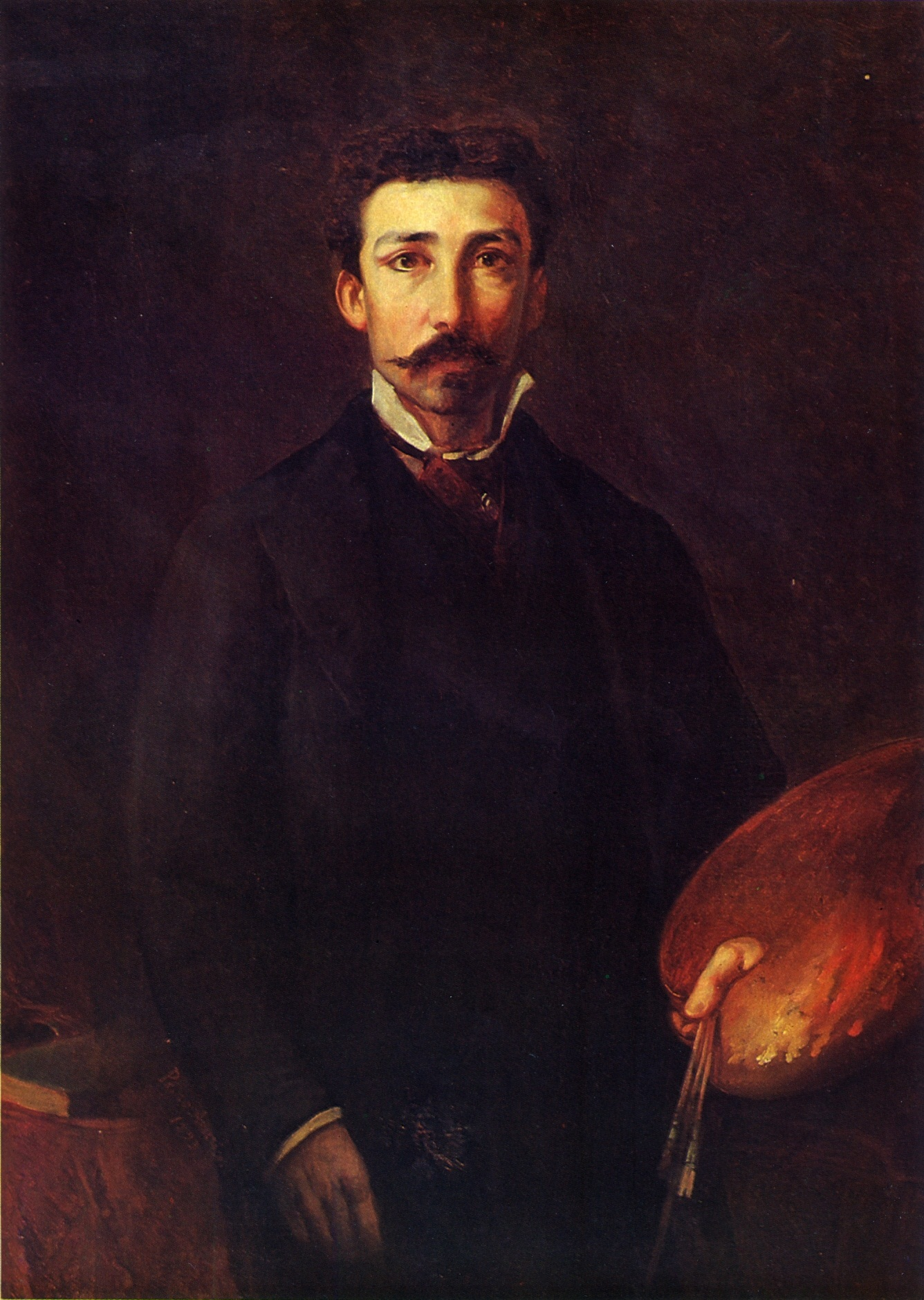
Pedro Américo, 1893
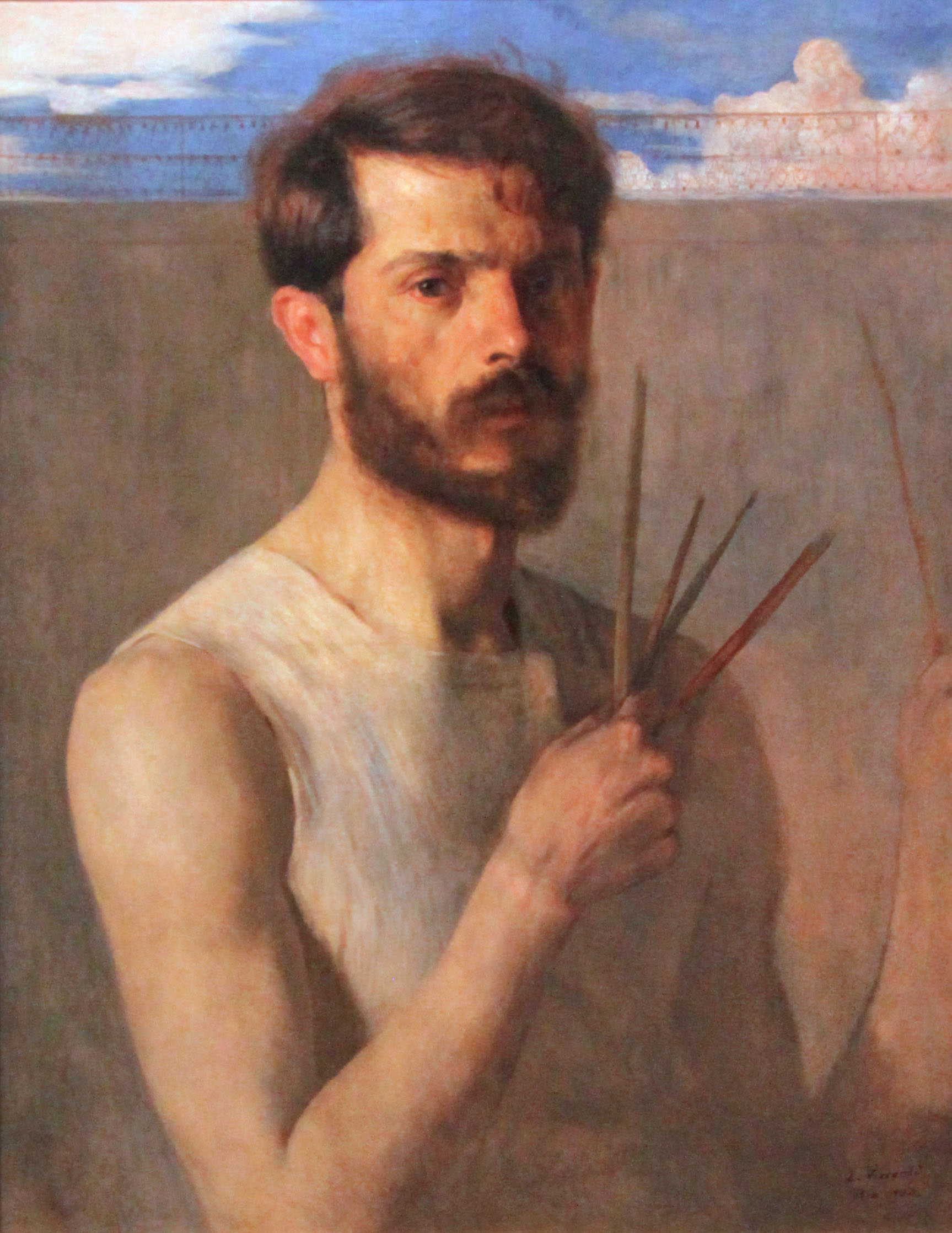
Eliseu Visconti, 1902
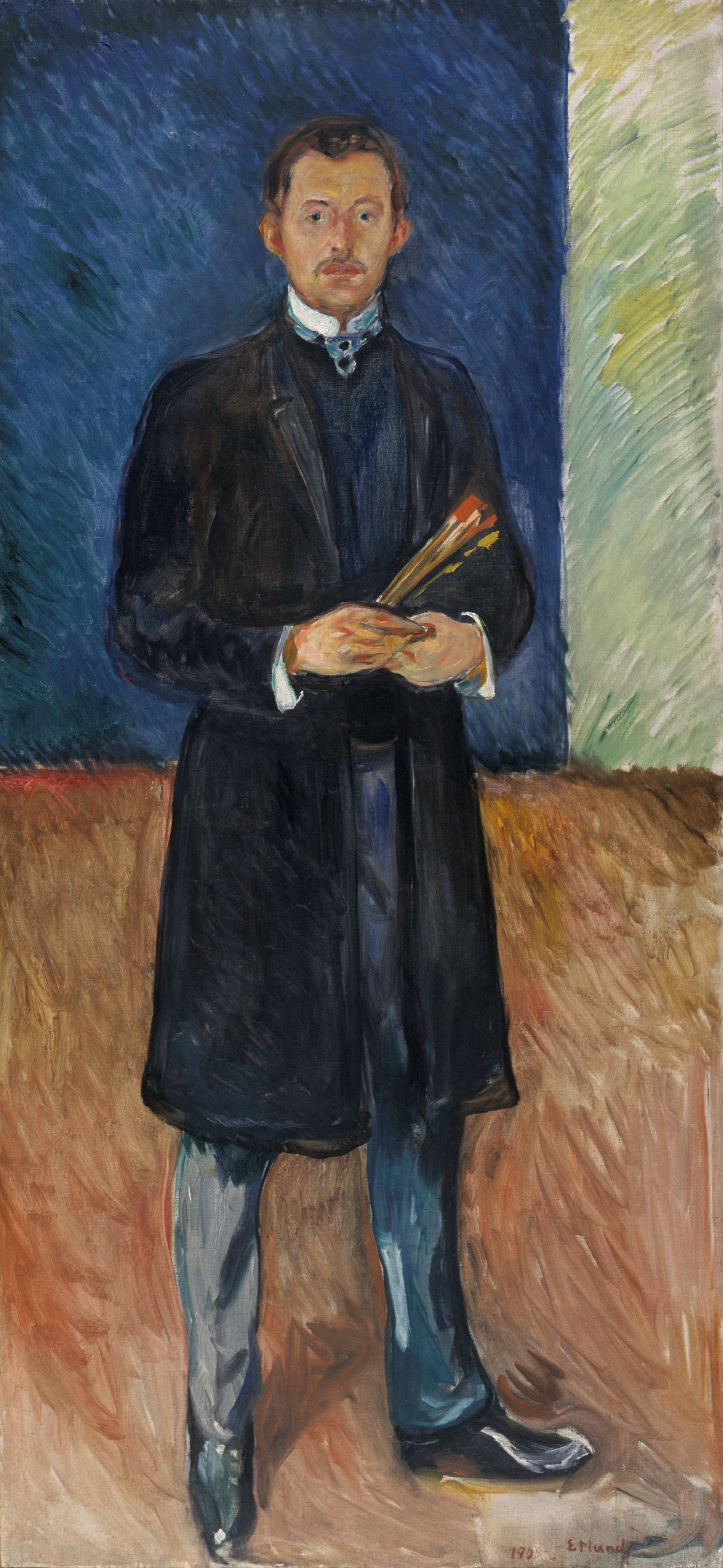
Edvard Munch, 1904
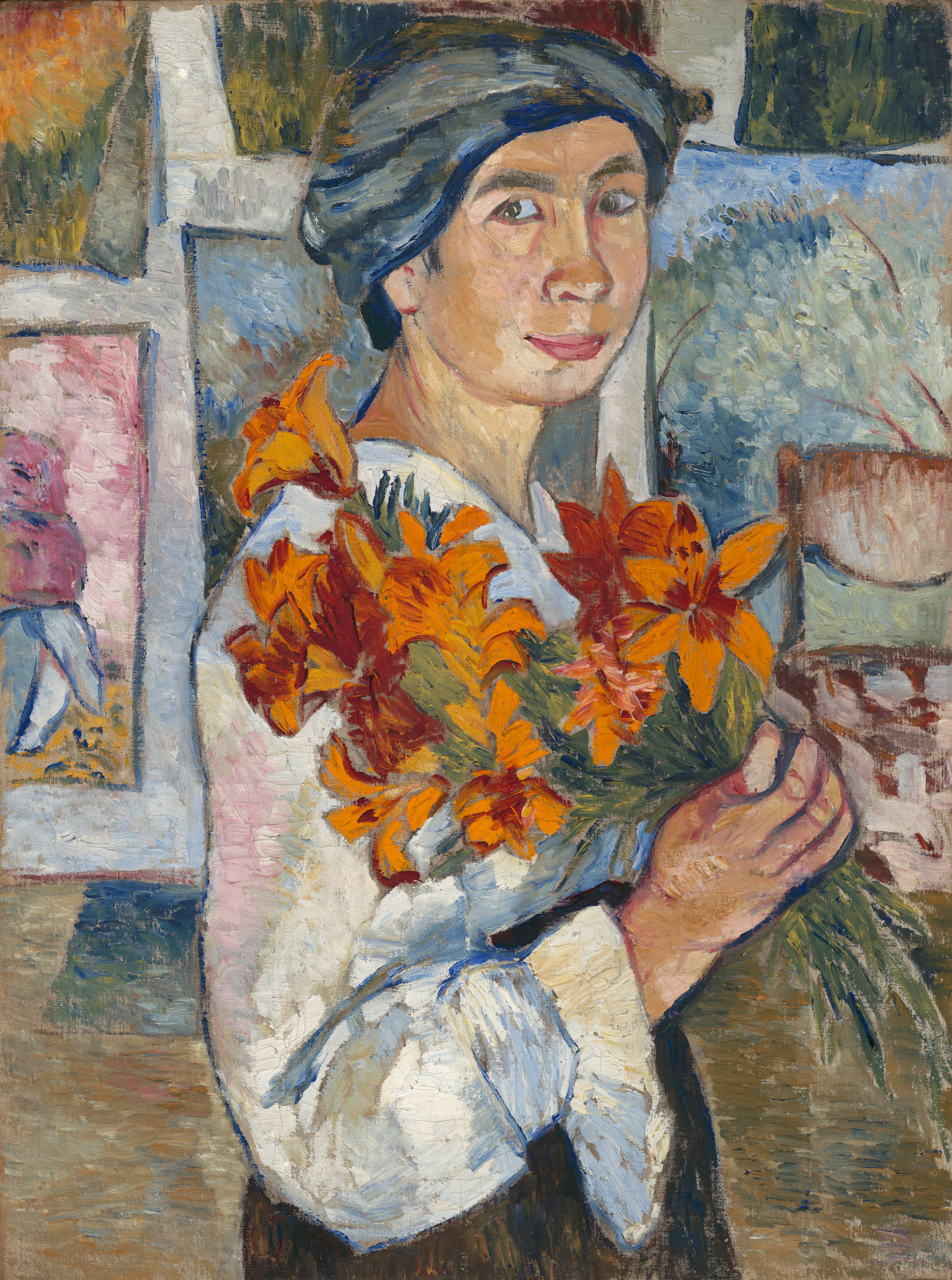
Natalia Goncharova, 1907
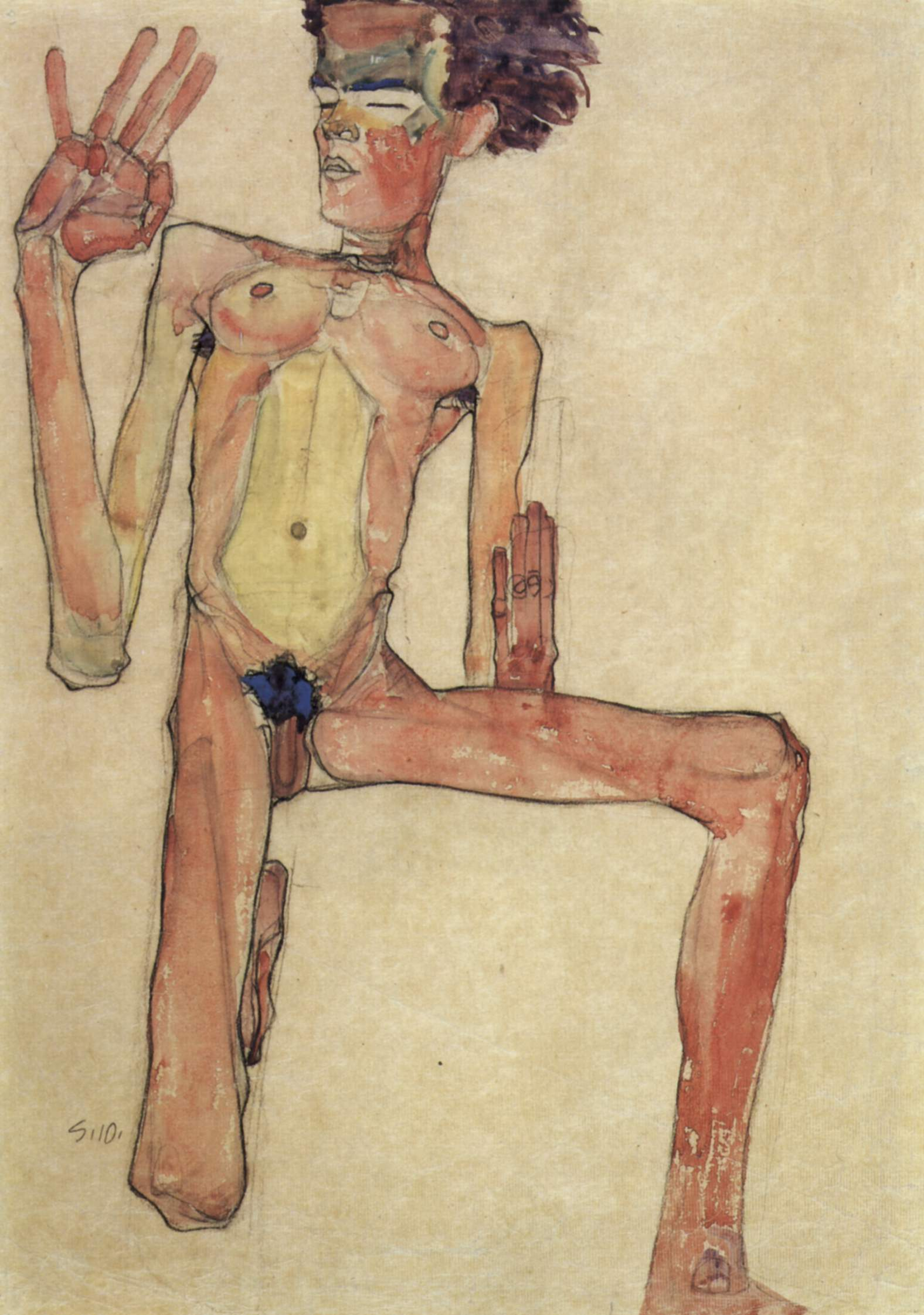
Egon Schiele, 1910
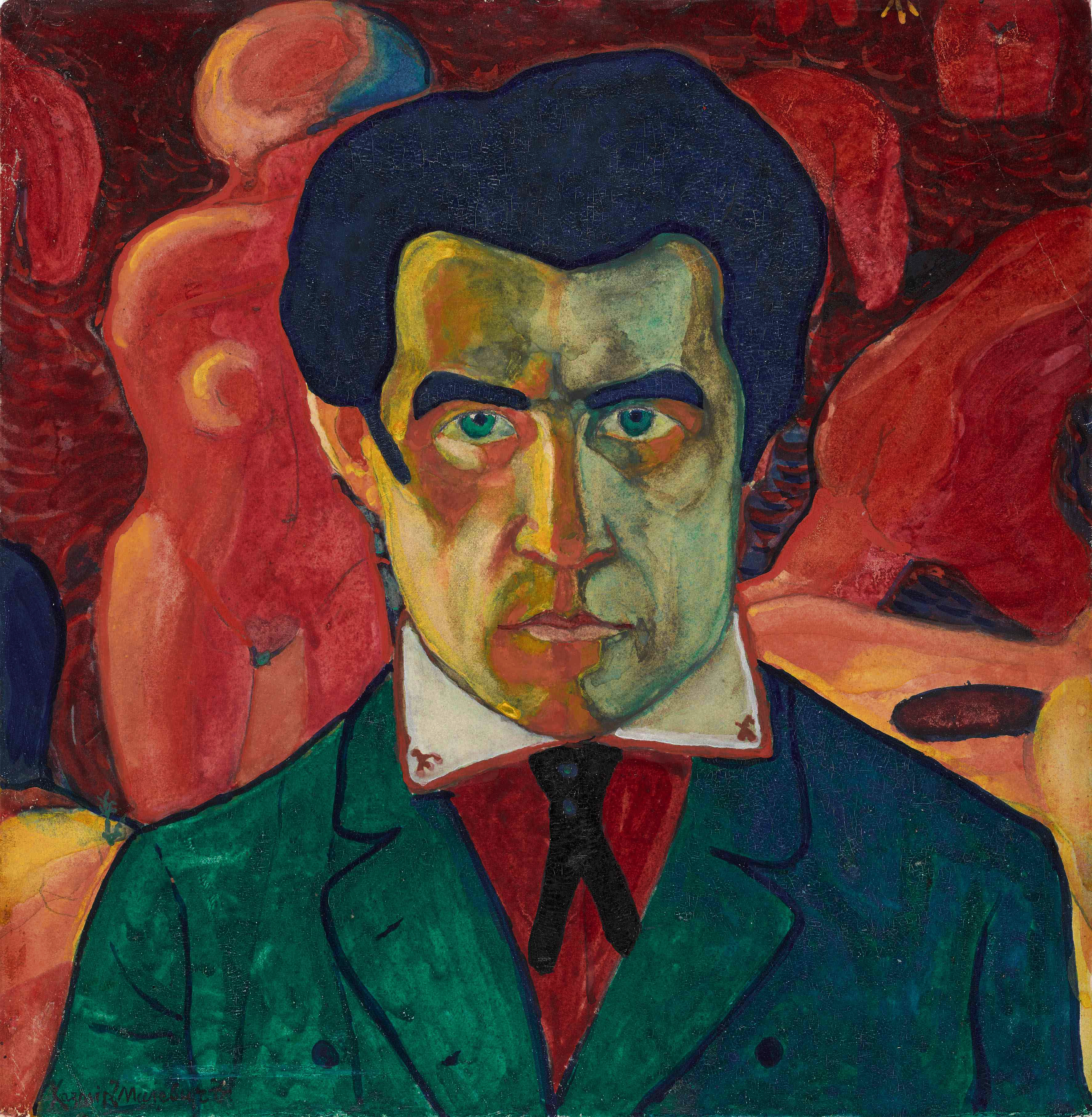
Kazimir Malevich, 1910/11

### Portugal

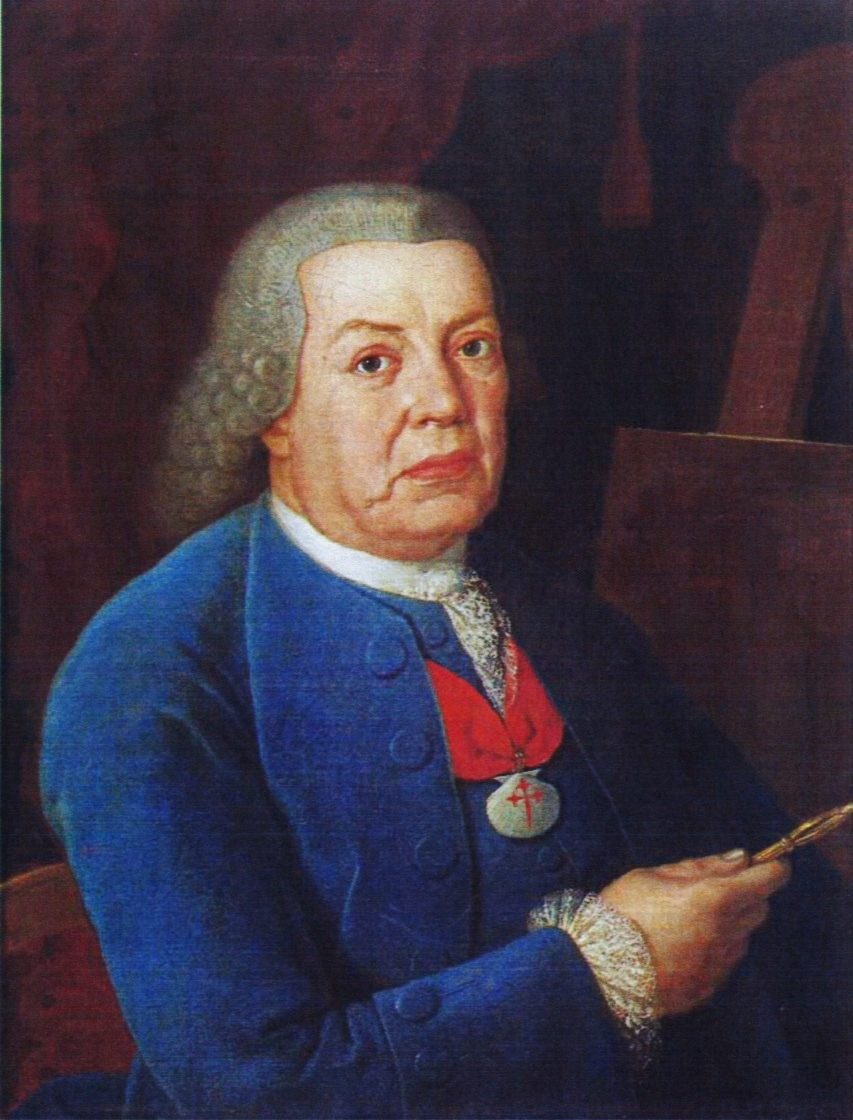
Vieira Lusitano
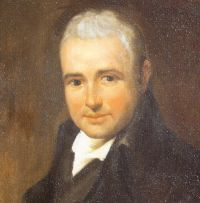
Domingos Sequeira
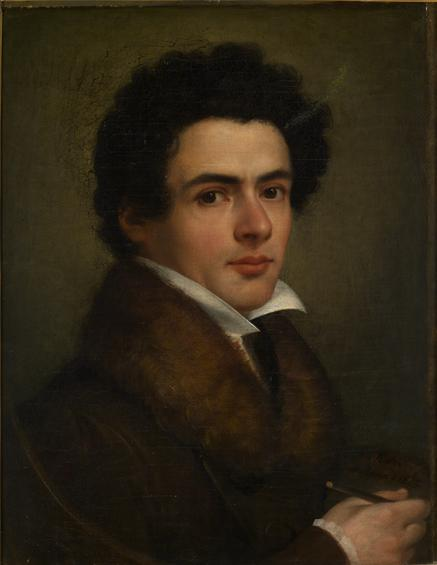
António Manuel da Fonseca
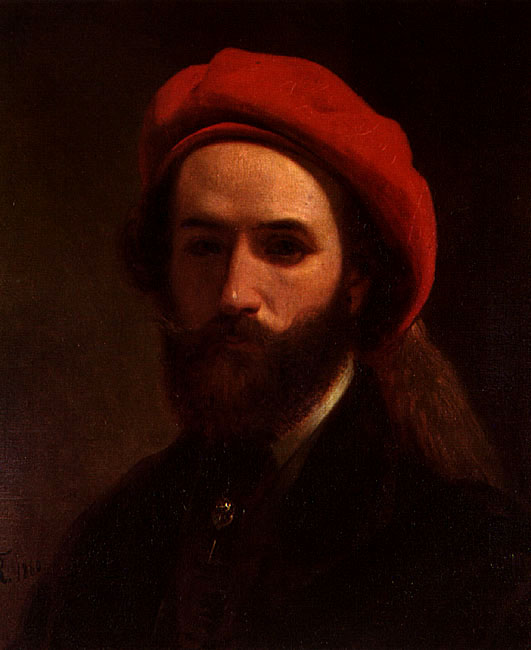
Francisco José Resende
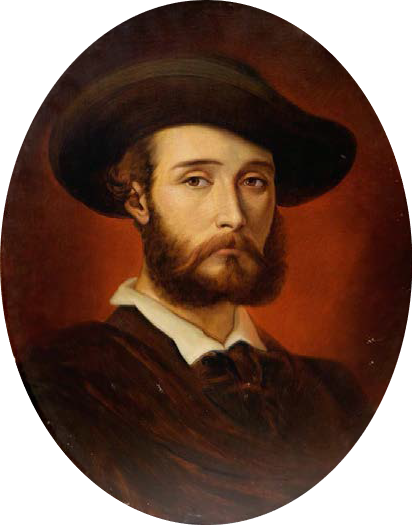
Francisco Metrass
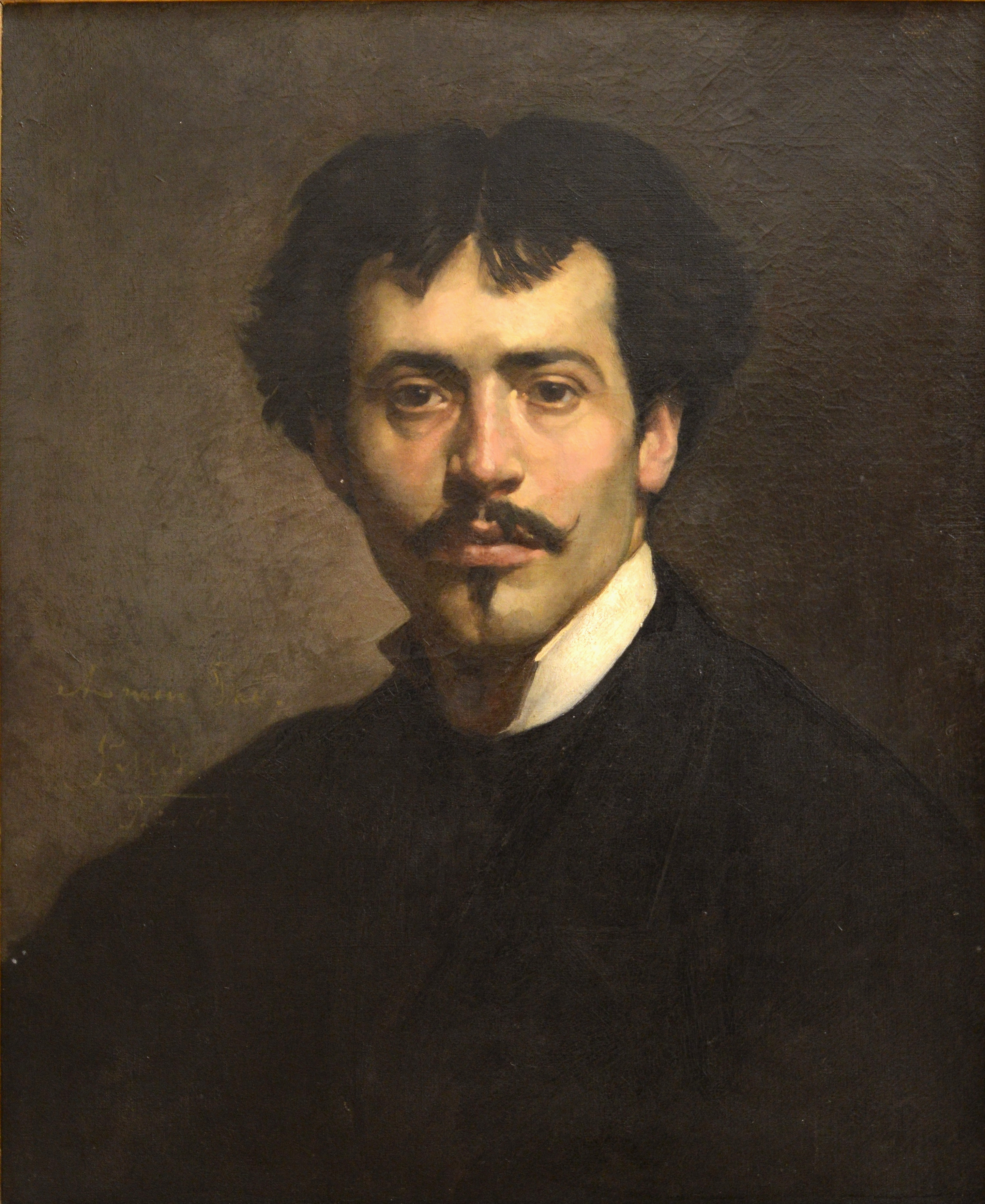
Marques de Oliveira
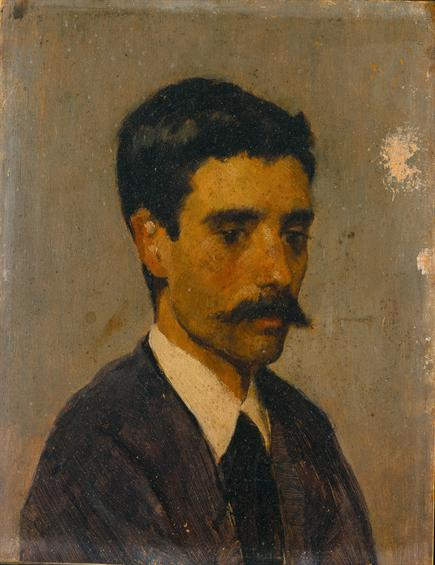
Silva Porto
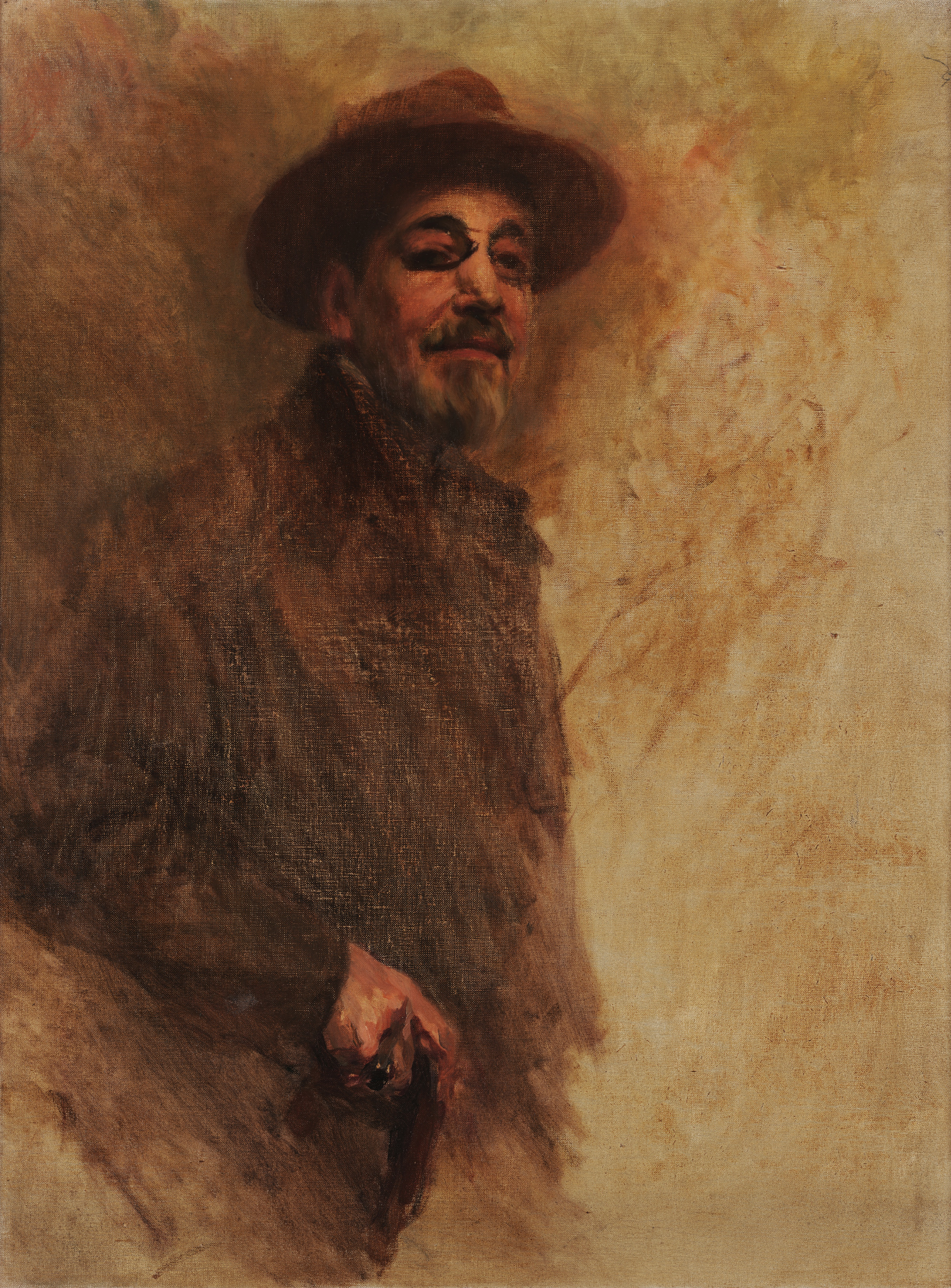
Columbano Bordalo Pinheiro
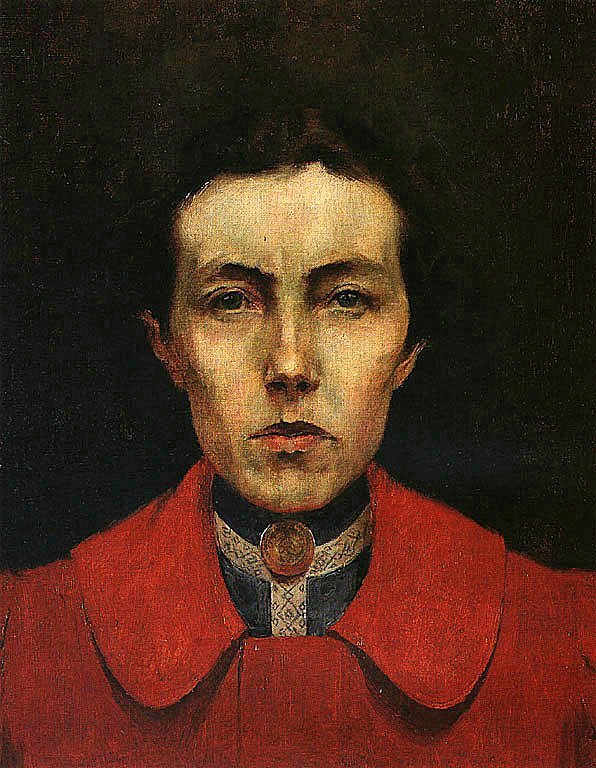
Aurélia de Sousa
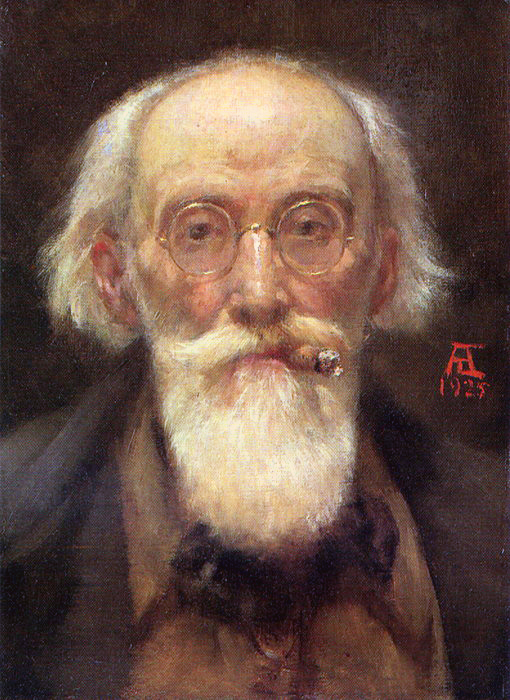
Artur Loureiro
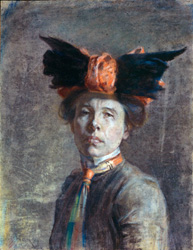
Sofia Martins de Sousa
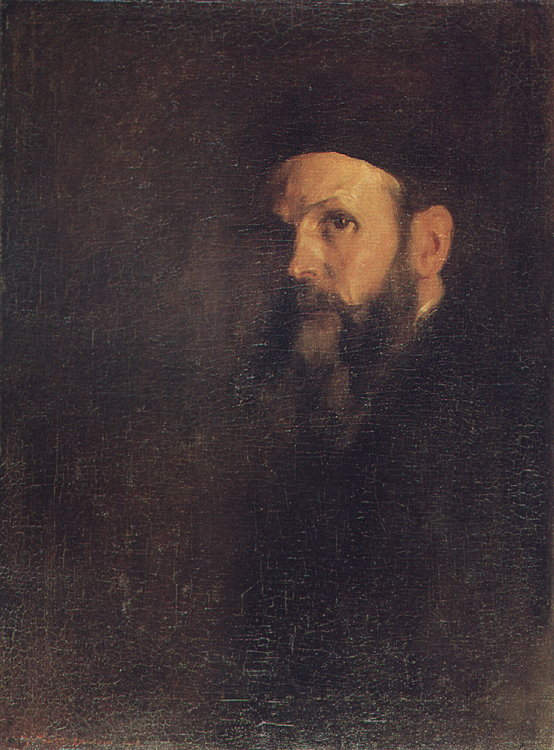
António Carneiro
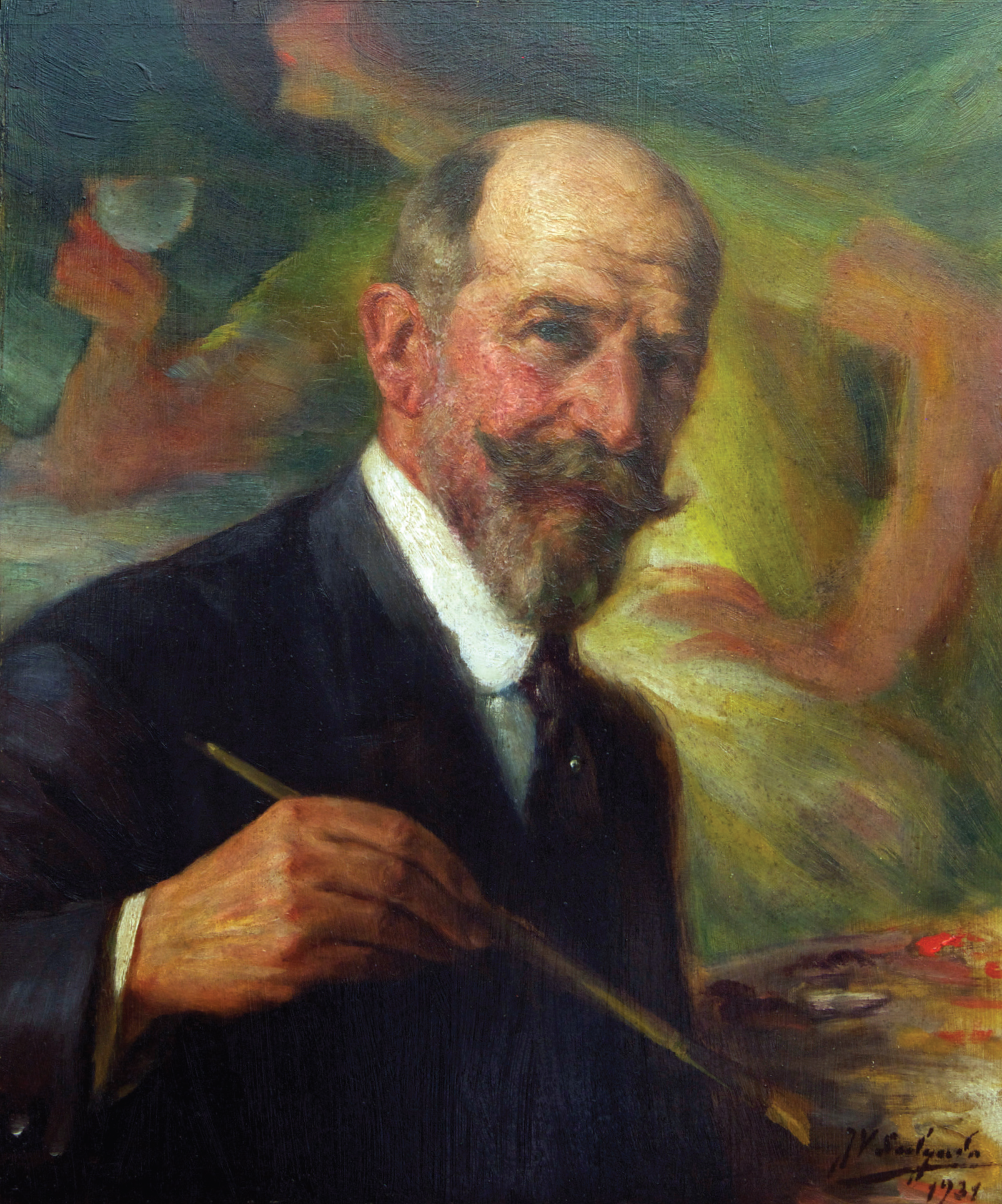
Veloso Salgado
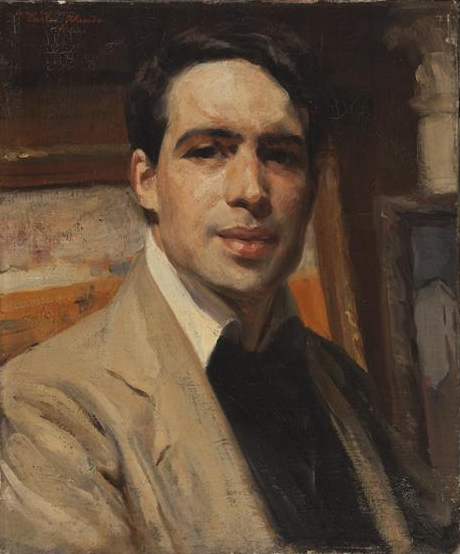
Adriano de Sousa Lopes
Abel Manta